# Phare d'Högbonden
Pour les articles homonymes, voir Högbonden.
Högbonden est un phare suédois situé sur l'île du même nom appartenant à  la commune de Kramfors (ancienne province d'Ångermanland) dans le comté de Västernorrland (Suède).

## Histoire
Le phare fut construit après des plaintes concernant l'absence de phare entre le phare de Lungö et le phare de Skagsudde. Il s'agit du second phare le plus haut de Suède après celui de Kullen. Le phare est la propriété de l’administration maritime suédoise. Il est automatisé depuis 1963 et fonctionne à l'énergie solaire.
Il est situé sur le site du Patrimoine mondial de la Haute Côte (Höga Kusten). La maison des gardiens est maintenant une auberge qui est ouverte aux touristes de mai à septembre.